# Перелом костей черепа
Перелом черепа (перелом костей черепа) — нарушение целостности черепа. Является опасным повреждением, которое может привести к повреждению мозга. Особенно опасны вдавленные переломы,  когда кости черепа вдавливаются в мозг.

## Причины
Как правило, возникают в результате мощных ударов по голове массивными твёрдыми предметами, автомобильных аварий, падений с большой высоты, реже - пулевых ранений и других сильных воздействий на кости черепа.

## Диагностика
У каждого пострадавшего от черепно-мозговой травмы подозревают перелом костей черепа, пока клиническая картина не убедит в обратном. Врачи собирают информацию об обстоятельствах получения травмы пострадавшим и назначают компьютерное томографическое сканирование и исследование мозга методом магнитного резонанса с целью определения места перелома и степени повреждения мозга. Для получения дополнительной информации проводится нейрологическое исследование.
Также проверяется, не было ли истечения спинномозговой жидкости из носа и ушей.

## Симптомы
При переломе костей черепа возможна потеря сознания; если пострадавший остаётся в сознании, то испытывает постоянную локализованную боль. Может развиться отёк мозга, который препятствует нормальному прохождению импульсов в мозг, что в конечном итоге может привести к дыхательной недостаточности. Пострадавший может в первый момент плохо осознавать происходящее, в дальнейшем могут наступить потеря сознания и смерть.
Переломы костей черепа могут сопровождаться ранами в области волосистой части головы (скальпированные раны, кровоподтеки и разрывы). Если череп в результате травмирования оказывается частично скальпированным, развивается сильное кровотечение, потому что под кожей волосистой части головы находится много кровеносных сосудов. Иногда кровотечение оказывается настолько сильным, что у пострадавшего развивается шок.

## Виды
Переломы костей черепа, как и любых других костей, бывают простыми (открытыми) и сложными (закрытыми). Делятся на линейные, оскольчатые, вдавленные и дырчатые:
- Линейные — переломы в виде тонких линий, которые не вызывают смещения костных фрагментов и редко требуют принятия экстренных мер. Эти типы переломов наименее опасны. Как правило, сами они не вызывают потерю сознания. Могут вызывать повреждение оболочечных артерий и образование эпидуральных гематом.

- Оскольчатые — переломы в виде нескольких осколков. Могут повреждать твёрдую мозговую оболочку, вещество мозга и его сосуды, что может приводить к образованию субдуральных и внутримозговых гематом, а также ушибам и размозжению мозга. Может наблюдаться подвижность кости. Повреждения места слияния синусов при оскольчатых переломах затылочной кости чаще всего не совместимы с жизнью.

- Вдавленные — переломы с вдавлением кости внутрь черепной коробки. Вдавленные переломы, как и оскольчатые, могут повреждать твёрдую мозговую оболочку, последствия чего приведены выше. Перелом считается тяжёлым, если происходит сдавление внутричерепных структур. Так как у детей кости тонкие и эластичные, сдавление обычно не приводит к переломам.

- Дырчатые — дырчатые переломы (пробоины) наблюдаются в основном при огнестрельных ранениях черепа, являются самыми тяжёлыми и зачастую смертельными, т.к. ранящий снаряд (пуля) обычно проходит глубоко в мозг или навылет со значительным его разрушением. Как правило, образуются от воздействия мощных пуль, например, автоматных или винтовочных.

## Лечение
Линейные переломы черепа, как правило, требуют только поддерживающей терапии, заключающейся в назначении лёгких болеутоляющих и обработке ран. Если пострадавший потерял сознание, за ним наблюдают в кабинете неотложной помощи в течение, по крайней мере, 4 часов. Затем, если функции всех жизненно важных систем организма не нарушены и нейрохирург считает, что нет оснований дальше задерживать пострадавшего, последнего отправляют домой, но в течение 24-48 часов за ним ещё следует наблюдать.
При тяжёлых переломах костей черепа, особенно при вдавленных переломах, может потребоваться трепанация черепа. В ходе такой операции хирург проделывает отверстие в черепе для удаления осколков, внедрившихся в мозг, а также удаляет инородные предметы и отмершие ткани. Это снижает опасность развития инфекций и дальнейшего повреждения мозга. В целях предотвращения инфицирования назначаются антибиотики. При сильных кровотечениях делают переливание крови.